# Joachim Behne
Joachim Behne (* 31. August 1942 in Hannover) ist ein Brigadegeneral außer Dienst des Heeres der Bundeswehr.

## Leben
Behne absolvierte 1962 das Abitur in Hannover und trat am 1. April jenen Jahres in die Bundeswehr ein, wo er als Offizieranwärter die Offizierausbildung zum Offizier des Truppendienstes der Artillerietruppe ausgebildet wurde. Von 1964 bis 1971 war er Zugführer im Raketenartilleriebataillon 12 in Nienburg/Weser und von 1971 bis 1973 Batteriechef im Raketenartilleriebataillon 32 in Dörverden. 
Von 1973 bis 1975 absolvierte Behne den 16. Generalstabslehrgang Heer an der Führungsakademie der Bundeswehr in Hamburg, wo er zum Offizier im Generalstabsdienst ausgebildet wurde. Anschließend war er von 1975 bis 1977 Generalstabsoffizier für Logistik (G4) im Stab der Panzergrenadierbrigade 32 in Schwanewede, von 1977 bis 1979 G4 der 11. Panzergrenadierdivision in Oldenburg, von 1979 bis 1982 logistischer Planungs-Stabsoffizier im Supreme Headquarters Allied Powers Europe der NATO in Mons in Belgien, von 1982 bis 1986 Generalstabsoffizier für Planung und Übungen (G3) im Stab des I. Korps in Münster, von 1986 bis 1991 Grundsatz-Referent für Verkehr und Transport im Führungsstab der Streitkräfte im Bundesministerium der Verteidigung auf der Hardthöhe in Bonn und von 1993 bis 2000 stellvertretender Amtschef und Chef des Stabes des Logistikamtes der Bundeswehr in Sankt Augustin.
Im April 2000 wurde Behne Amtchef des Logistikamtes der Bundeswehr und zum Brigadegeneral ernannt. Mit Ablauf des August 2003 wurde er in den Ruhestand versetzt.
Behne ist Vorsitzender des Militärhistorischen Arbeitskreises Bonn-Rheinbach, den er 1987 mitgründete. Er war Pressesprecher der Wählervereinigung Bürger für Meckenheim. Er ist katholisch, verheiratet und hat drei Kinder. 

## Auszeichnungen
- Einsatzmedaille der Bundeswehr
- Ehrenkreuz der Bundeswehr
- Meritorious Service Medal